# Bořivoj I.
Bořivoj I. (češko Bořivoj I., latinsko Borzivogius) je bil prvi zgodovinsko dokumentirani vojvoda Češke in začetnik Přemyslidske dinastije, * ok. 852, † ok. 889.
Njegova vladavina nad Vojvodino Češko naj bi se začela okoli leta 870, vendar je bila v tem obdobju Češka podrejena Velikomoravski. Eden od najpomembnejših namigov o približnem času njegovega prevzema oblasti je frankovska kronika Annales Fuldenses, ki v letu 872 omenja več zahodnoslovanskih knezov, med njimi nekega Goriveja, ki je morda istoveten z Bořivojem.

## Življenje
Po zapisih v Kroniki Čehov iz zgodnjega 12. stoletja je bil Bořivoj sin legendarnega češkega kneza Hostivita in s tem potomec kraljice Libuše in njenega moža Přemysla Orača. Njegovega porekla zgodovinarji niso dokončno ugotovili. Glede na odvisnost Češke od Velikomoravske bi lahko bil v krvnem sorodstvu z dinastijo Mojmir.
Bořivoj je sprva prebival v Levem Hradcu, soteski severozahodno od današnje Prage. Kot poglavar Přemyslidov, ki so prevladovali v osrednji Češki, se je Bořivoj okoli leta 867 razglasil za kneza (češko kníže, latinsko dux), kar pomeni suverenega vladarja. Njegov naziv so nemški učenjaki pozneje prevedli kot "vojvoda" (nemško Herzog) Češke. Čeprav so vladarji prvih nemških vojvodin, ki so se pojavile v poznem 9. stoletju, nosili enak naziv, je bil pomen njihovega naziva vojvoda pravzaprav drugačen. V nasprotju z nemškimi vojvodami, ki so delovali kot predstavniki višjih vladarjev (kraljev ali cesarjev), je češki vojvoda pomenil suverenega vladarja. Bořivoja je kot takega okoli leta 872 priznal njegov vrhovni kralj Svatopluk I. Moravski, ki je poslal na Češko solunskega škofa Metoda, da bi začel pokristjanjevati Čehe.
Leta 872 je Bořivoj vojaško podprl Svatopluka v njegovem sporu z vzhodnofrankovskim kraljem Ludvikom Nemškim in na južnem Češkem premagal frankovsko vojsko. 
Okoli leta 874 se je Bořivoj poročil z Ljudmilo, pozneje kanonizirano kot sv. Ljudmila Češka. Z njo je imel dva znana sinova, Spytihněva in Vratislava, ki sta ga oba nasledila kot vojvoda.  Ljudmilo in Bořivoja je krstil Metod, verjetno leta 883. Bořivoj je postal navdušen evangelist, vendar se vera med Bořivojevimi podložniki ni prijela.
Leta 883/884 je bil Bořivoj odstavljen med uporom v podporo njegovemu sorodniku Strojmírju. Na prestol se je vrnil leta 885 s podporo Svatopluka Moravskega. Bořivoj ali verjetneje njegov sin Spytihněv je svojo rezidenco preselil na Hradčane in postavil temelje Praškemu gradu. Ko je okoli leta 889 umrl, sta bila njegova sinova še mladoletna. kralj Svatopluk zato sklenil sporazum z vzhodnofrankovskim vladarjem Arnulfom Koroškim, da on prevzame oblast nad Češko vojvodino.
Tako kot večina zgodnjih čeških vladarjev je tudi Bořivoj zameglena osebnost, za katero ni mogoče določiti natančnih datumov njegove vladavine in vitalnih statističnih podatkov. Med njegovo vladavino naj bi bilo zgrajenih več večjih utrdb in verskih ustanov.

## Sklic
1. ↑  Hugh LeCaine Agnew (2004). The Czechs and the Lands of the Bohemian Crown. Hoover Press. str. 1832. ISBN 978-0-8179-4492-6.

| Bořivoj I. PřemyslidiRojen: ok. 852 Umrl: ok. 889 |                                 |                         |
| Predhodnik: ni znan                               | Vojvoda Češke ok. 867 – ok. 889 | Naslednik: Spytihněv I. |